# أنطوني ر. دولان
أنطوني ر. دولان (بالإنجليزية: Anthony R. Dolan)‏ هو صحفي أمريكي، ولد في 7 يوليو 1948.

## وصلات خارجية
- أنطوني ر. دولان على موقع إن إن دي بي (الإنجليزية)